# Wapen van Geetbets

Het wapen van Geetbets sinds 1987.

Het Wapen van Geetbets is het heraldisch wapen van de Belgische gemeente Geetbets. Dit wapen werd op 3 december 1987 aan de gemeente toegekend.

## Geschiedenis
Het huidige wapen werd toegekend aan de fusiegemeente Geetbets, die Geetbets en Rummen verenigd tot een gemeente. Daarom verwijst de linkerhelft van het schild met Sint-Paulus naar het oude wapen van Geetbets, terwijl de rechterhelft naar Rummen verwijst door het kruis over te nemen van het wapen van de familie Hoen de Cartils, die Rummen sinds de 16e eeuw (tot in 1772) in haar bezit had. De drie ringen van het voormalige wapen van Rummen werden niet opgenomen in het nieuwe wapen.
Het voormalige wapen van Geetbets was op 16 december 1932 toegekend, dewelke een golvende dwarsbalk toonde over een veld van sinopel (verwijzend naar de Gete), met twee spitsruiten erboven en een stijgbeugel eronder, ontleend aan het wapen van de familie Rijckman, die sinds het midden van de 17e eeuw de heren van Geetbets waren.

## Blazoen
Het huidige wapen heeft de volgende blazoenering:
Gedeeld : 1. in sinopel een Sint-Paulus van zilver, 2. in keel een kruis van goud.
Het voormalige wapen had de volgende blazoenering:
In sinopel een golvende dwarsbalk van zilver vergezeld in het schildhoofd van twee spitsruiten van goud en in den schildvoet van een stijgbeugel van hetzelfde, het schild geplaatst voor een S. Paulus van goud.